# Piteciídeos
Piteciídeos (Pitheciidae) é uma família de macacos do Novo Mundo com 4 gêneros e 41 espécies. O cuxiú-preto, o uacari-branco e o uacari-preto são alguns de seus representantes mais conhecidos.

## Taxonomia
- Família Pitheciidae
  - Subfamília Callicebinae
    - Gênero Callicebus - titis ou macacos-titis
      - Subgênero Callicebus (Callicebus)
      - Subgênero Callicebus (Torquatus)

  - Subfamília Pitheciinae
    - Gênero Cacajao - uacaris
    - Gênero Chiropotes - cuxiús
    - Gênero Pithecia - parauaçus